# Minami-ku (Niigata)
Minami-ku (南区?) es uno de los ocho distritos administrativos que conforman la ciudad de Niigata, capital de la prefectura de Niigata, en la región de Hokuriku, Japón. El 1 de marzo de 2021 tenía una población estimada de 43 534 habitantes y una densidad de población de 431 personas por km².

## Geografía
Minami-ku se encuentra en una región interior del centro-norte de la prefectura de Niigata, rodeada por los ríos Shinano y Nakanoguchi El área está dominada por la agricultura, especialmente la producción de arroz y horticultura.

## Historia
El barrio fue creado en 2007 cuando Niigata se convirtió en ciudad designada por decreto gubernamental.